# Mesopotamia
La Mesopotamia (dal greco antico Μεσοποταμία?, Mesopotamía, a sua volta da μέσος-, mésos-, "centrale, che sta in mezzo" e ποταμός, potamós, "fiume", con il suffisso -ia, 'landa'; quindi 'terra fra i fiumi', ovvero il Tigri e l'Eufrate) è una regione storica del Vicino Oriente antico, parte della cosiddetta Mezzaluna Fertile.

## Descrizione
Con il termine Mesopotamia i Greci intendevano la zona settentrionale che si estende tra l'Eufrate e il Tigri. Con il tempo l'uso di questa definizione divenne di più ampio respiro, fino a comprendere anche le zone limitrofe. Oggi possiamo impropriamente definirne i confini indicandoli con la catena dei monti Zagros a est, quella del Tauro a nord, steppe e deserti a ovest e sud-ovest e, infine, il Golfo Persico a sud (la zona paludosa dello Shatt al-'Arab). Nella suddivisione territoriale odierna corrisponde quindi ai territori dell'Iraq, e a parte di territori di Turchia, Siria, Iran, Arabia Saudita e Kuwait. La regione era considerata uno dei corni della mezzaluna fertile e vi si trovavano, allo stato selvatico, quelli che sarebbero diventati gli alimenti base della dieta dell'uomo nell'antichità: cereali, leguminose, ovini e bovini.
Foreste di tipo mediterraneo sulle montagne a nord ospitavano una flora di querce, pini, cedri e ginepri e una fauna di animali selvatici quali leopardi, leoni e cervi che ritroviamo anche nell'iconografia dell'arte giunta fino a noi. Da questa catena montuosa, il Tauro, parte il percorso dei due fiumi, molto importante per la popolazione. Difatti ha influito molto sulla vita e mentalità dei popoli che l'abitavano: sorgendo in una catena montuosa a clima mediterraneo, entrambi i fiumi erano soggetti a una portata variabile e a improvvise e disastrose inondazioni, tanto che nel corso dei millenni più volte hanno cambiato il corso del proprio letto. Proseguendo verso sud, i due fiumi si gettavano nel golfo con estuari separati ma, con il passare del tempo, costituirono la regione paludosa dello Shatt al-'Arab unendo il proprio percorso.
La Mesopotamia fu abitata all'inizio dai Sumeri, poi dagli Accadi, dai Gutei, dagli Amorrei (𒈥𒌅, Martu in sumerico), dai Babilonesi, dai Cassiti, dagli Assiri e dai Persiani.

## Agricoltura
Spesso il bacino mesopotamico viene raffrontato per similitudine con quello del Nilo, entrambi hanno infatti favorito lo sviluppo delle civiltà umane, ma con sostanziali differenze. Il grande fiume africano, a causa della sua nascita in zona monsonica, assicurava piene regolari e feconde grazie al limo che depositava, mentre il Tigri e l'Eufrate, per la loro imprevedibilità, furono un importante stimolo per la costruzione di opere di irrigazione e di regolazione delle acque.

## Architettura
Dal punto di vista architettonico sono da considerare di particolare importanza le cosiddette "ziqqurat", edifici templari a forma di piramide, caratterizzate da una sovrapposizione di piani, sul cui culmine era edificato un tempio dedicato al dio della città. Si suppone che le ziggurat potessero essere utilizzate anche per le osservazioni astronomiche, scienza in cui i Babilonesi erano particolarmente esperti. La più antica ziqqurat a noi pervenuta si trova nell'antica città di Ur, sud della Mesopotamia, e risale all'epoca del re Urnammu (ca. 2050 a.C.).

## Storia

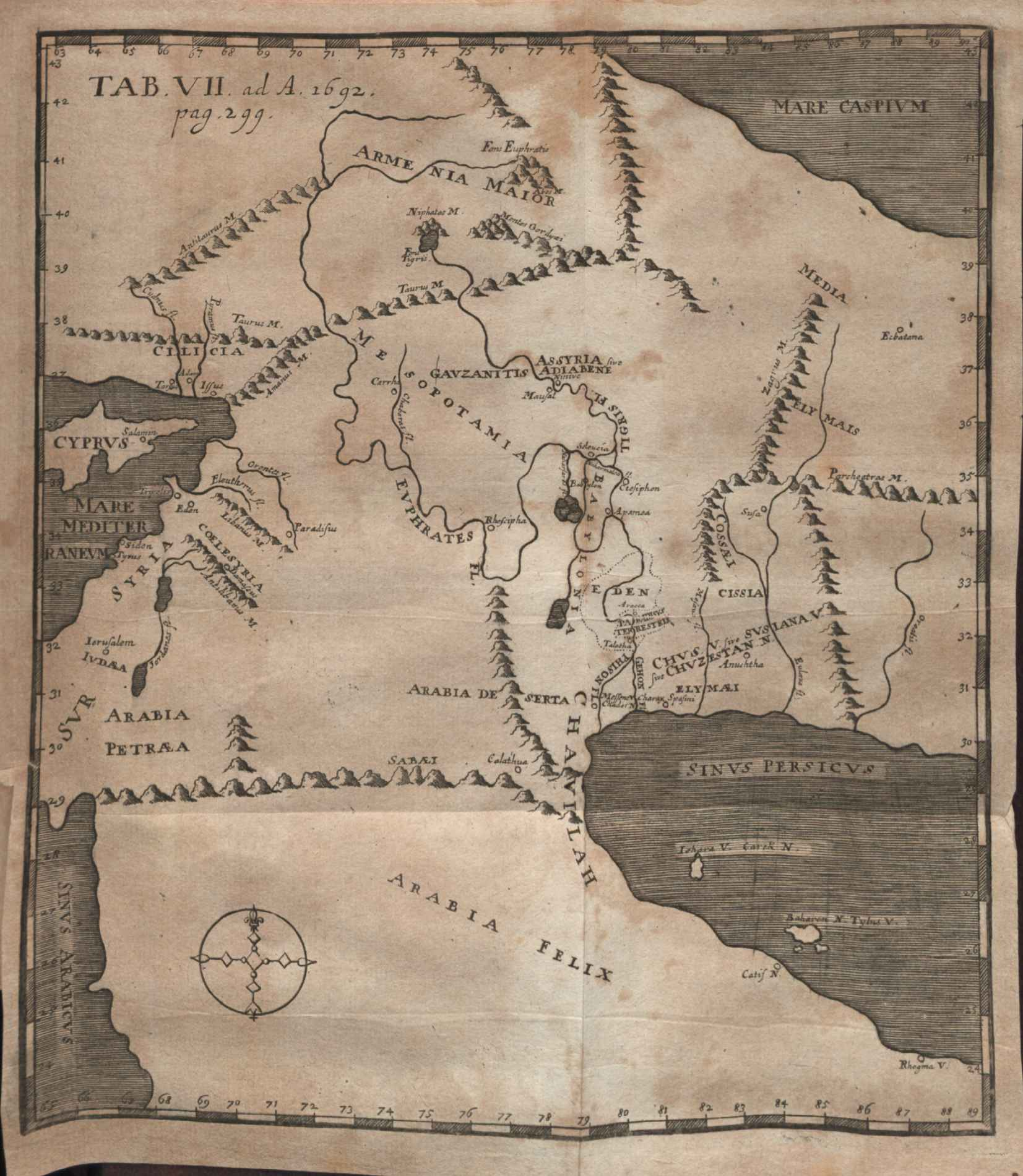
La Mesopotamia in una mappa del 1692 degli Acta Eruditorum

La regione fu abitata da tempi remotissimi e qui si sono sviluppate precocemente importanti civiltà: i Sumeri, gli Assiri e i Babilonesi sono le più famose, altre (p.es. gli Accadi) ebbero minore fama oppure - come nel caso per esempio della civiltà persiana e di quella ellenistica - investirono questa regione insieme irradiandosi da altri centri.
Dopo la conquista araba nel VII-VIII secolo d.C., non si usa più il termine geografico di Mesopotamia, anche se in linea di principio questo sarebbe applicabile fino ai giorni nostri.

## Storia degli studi archeologici
La conoscenza della storia delle grandi culture della Mesopotamia è relativamente recente. All'inizio del XVIII secolo, la traduzione della raccolta favolistica araba delle Mille e una notte provocò un rinnovato interesse per questa terra, considerata misteriosa e ostile. Numerosi studiosi intrapresero viaggi dai quali tornarono carichi di osservazioni e reperti archeologici relativi alle antiche civiltà mesopotamiche.
Dopo la spedizione napoleonica in Egitto, con la riscoperta della sua civiltà millenaria, molti studiosi si avventurarono, all'inizio del XIX secolo, nella "terra dei due fiumi".
Fu Paul Émile Botta, console francese a Mosul, a promuovere i primi scavi sistematici intrapresi in Mesopotamia, negli anni quaranta del XIX secolo. Di lì a breve, Austen Henry Layard cominciò a condurre degli scavi presso Ninive, dove rintracciò sculture e bassorilievi, ma soprattutto l'importantissima biblioteca di Assurbanipal, dove il re assiro aveva raccolto numerose opere della letteratura babilonese.
Intorno al 1850, William Kennett Loftus effettuò ricerche tra le rovine di Warka, l'antica Uruk. Quando, nel 1855, un battello carico di reperti da Dur-Sharrukin si rovesciò causandone quasi l'intera perdita nel Tigri (si salvò solo un decimo del materiale), le operazioni vennero sospese per un ventennio. Fu a questo punto che George Smith, nel 1872, individuò in una tavoletta cuneiforme proveniente da Ninive che riportava il racconto di un mitico diluvio universale. Ciò produsse una nuova spinta nell'esplorazione, questa volta più sistematica, e furono scavati nuovi siti.
Scavi francesi presero avvio nel 1877, presso Tello, l'antica Girsu: è a questi scavi che si deve la scoperta della civiltà sumerica, fino ad allora sconosciuta. Negli anni ottanta, Hormuzd Rassam lavorò per conto del British Museum a Sippar e in altre zone della Babilonia centrale. A partire dal 1889, una spedizione americana lavorò presso Nippur, dove furono rintracciate case paleobabilonesi e numerose biblioteche, le cui tavolette contribuirono alla decifrazione della lingua sumera.
Sul volgere del secolo, le ricerche archeologiche in Mesopotamia avevano assunto ormai connotati politici ed erano fonte di prestigio internazionale. La Germania non volle rimanere indietro: nel gennaio 1898 venne fondata l'associazione volontaria Deutsche Orient-Gesellschaft (DOG), che coordinò scavi presso Uruk (1912). Ben presto gli scavi tedeschi raggiunsero strati del III millennio a.C. Fin dal 1899 il tedesco Robert Koldewey scavò per conto della DOG a Babilonia: vi troverà la fossa che era servita da fondamenta all'Etemenanki dedicata a Marduk.
Sempre agli inizi del XX secolo la decifrazione della scrittura cuneiforme aveva fatto sufficienti passi avanti da creare un "dibattito Bibbia-Babele", avviato dall'assiriologo Friedrich Delitzsch, dibattito consistente nello studio in parallelo del racconto del Diluvio universale (contenuto tanto nella Bibbia quanto nell'epopea di Gilgamesh). Il dibattito assunse presto connotati antisemiti.
Altri studiosi di rilievo nella storia dell'archeologia della Mesopotamia sono Thomas Edward Lawrence e Leonard Woolley.
Di rilievo fu anche una spedizione italiana, che operò nella Siria occidentale, a Tell Mardikh (l'antica Ebla), negli anni settanta del XX secolo.
Dagli inizi del XX secolo, la volontà di riportare alla luce queste importanti civiltà ha trovato ostacolo solamente nella seconda guerra mondiale e nella prima e seconda guerra del golfo. In particolare, dal 2003 si è potuto assistere a uno spietato saccheggio dei siti da parte dei tombaroli. È, per il resto, immensa la quantità di reperti non ancora catalogati che riguardano l'assiriologia.